# 翠青蛇
翠青蛇（学名：Cyclophiops major）又名翠青蛇、大青蛇、青竹絲，为游蛇科翠青蛇属的爬行动物。分布於中國大陸的海南，河南，甘肅，安徽，四川，福建，廣東，廣西，貴州，湖南，湖北，江西，江蘇，陝西，浙江等地、以及臺灣、北越南，寮國。

## 描述

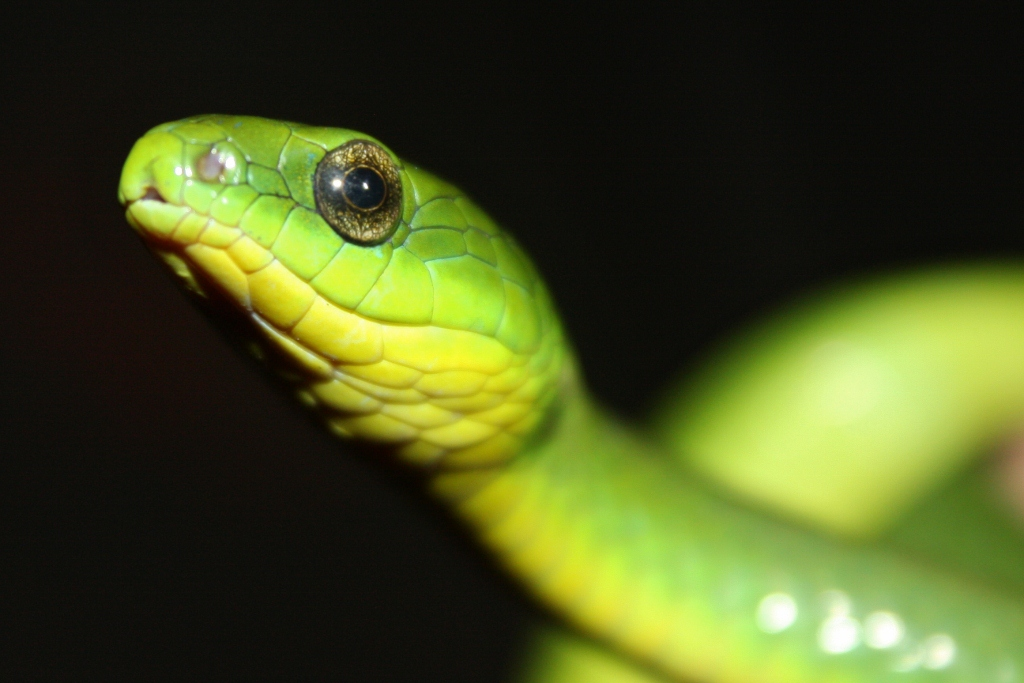
青蛇頭部特寫，攝於香港大嶼

細長的中型蛇，總長度為75-90厘米（2.5-3英尺），但偶爾會長到120厘米（4英尺）。背面是鮮綠色；腹面鱗片黃綠色或黃白色。少數個體背部有黑色斑點。死亡後體色常轉為藍色。
青蛇為無毒蛇，但因顏色相近而常被誤認為有毒的赤尾青竹絲（Trimeresurus stejnegeri）並遭到殺害。兩種蛇的區別方法，分別是頭部形狀、眼睛顏色、體側是否具有白線，以及尾巴的顏色。
赤尾青竹絲頭部呈現三角形，瞳孔較細且眼睛為紅色，體側各有一條白線延伸到赤紅色的尾巴。至於青蛇的頭是橢圓形，眼睛大且呈黑色，全身翠綠色、體側沒白線，尾巴為綠色且較長。

## 習性
日行性，生活範圍是中低海拔的農地周圍、郊區道路以及陰濕的樹叢中，半樹棲，以青蛙、蚯蚓、昆蟲幼蟲，和其他無脊椎蠕蟲為食。晚上則會在竹林、灌木或是蕨類葉面休息。性情溫和，很少咬人。卵生，夏季時一次會產下4到13顆蛋，約3 x 1.5公分。幼蛇約在兩個月內孵化。

## 習性與棲地
生活於潮濕的森林和農田。

## 保护
本种于2023年被收录入《有重要生态、科学、社会价值的陆生野生动物名录》。

## 外部連結
- 青蛇
- 【自然谷之星】青蛇 總被誤會的無毒萌蛇 | 環境資訊中心 （页面存档备份，存于）